# Swedline

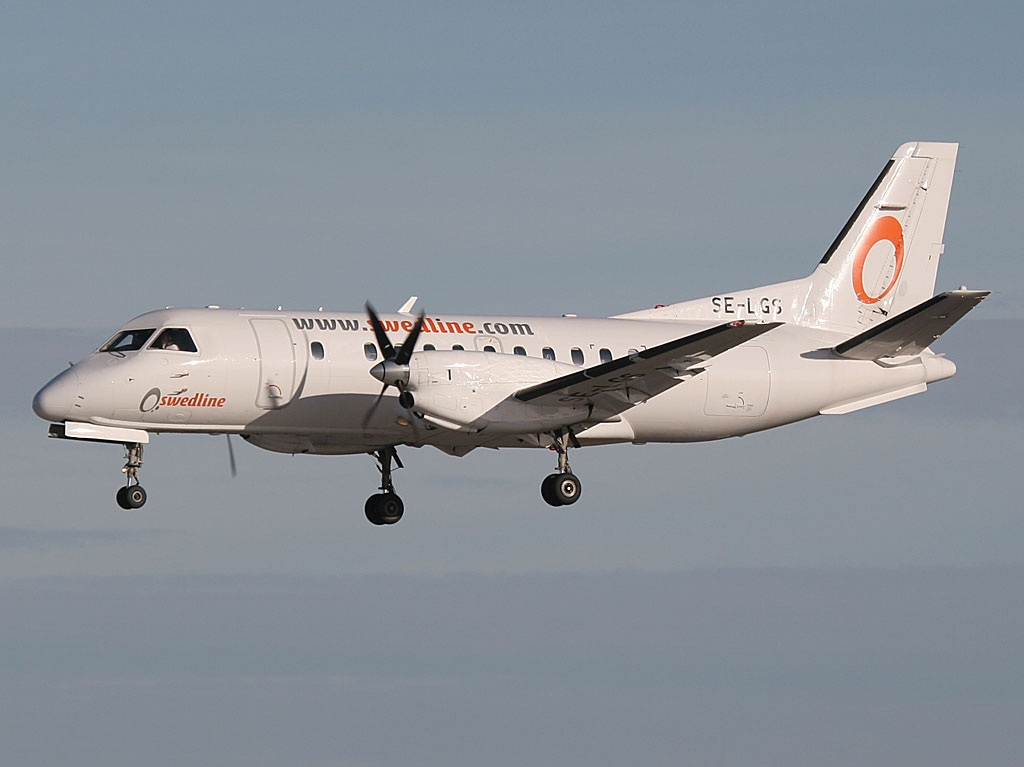
Swedline SAAB 340, Arlanda 2005

Swedline var ett svenskt flygbolag med i huvudsak inrikes- och chartertrafik. Bolaget grundades 2002 och hade år 2003 45 anställda. Swedline lades ned i juli 2006 då bolaget försatte sig själva i konkurs. Flygbolaget hade då cirka 50 anställda och skulder på över 4 miljoner SEK.

## Destinationer
Företaget trafikerade dessa destinationer under åren 2002-2006:
- Ronneby-Palanga
- Ronneby-Köpenhamn
- Stockholm-Gällivare
- Stockholm-Hagfors
- Stockholm-Hultsfred
- Stockholm-Kramfors/Sollefteå
- Stockholm-Oskarshamn
- Stockholm-Ronneby
- Stockholm-Torsby

## Flotta
Swedline nyttjade följande flygplanstyper:
- Beech 1900D
- Saab 340
- Saab 2000